# Nitchpour
Nitchpour (en macédonien Ничпур ; en albanais Niçpuri) est un village de l'ouest de la Macédoine du Nord, situé dans la municipalité de Mavrovo et Rostoucha. Le village comptait 13 habitants en 2002. Il est majoritairement albanais.

## Démographie
Lors du recensement de 2002, le village comptait :
- Albanais : 12
- Macédoniens : 1